# OGAS
OGAS（俄语：Общегосударственная автоматизированная система учёта и обработки информации，缩写）全称全国计算和信息处理自动化系统，是苏联的一项全国性计算机网络工程，开始于1962年，于1970年被放弃。冷战期间，苏联曾在不同时间发展过控制论研究，为了建立类似互联网的全国性控制系统网络做出过一系列尝试，OGAS便是其中之一，但这些项目最终均遭失败。
OGAS的前身是阿納托利·基托夫的“统一国家计算中心网络”（俄语：Единой государственной сети вычислительных центров，缩写，转写EGSVT）。早在1959年，基托夫就已经提出了用于改善经济计划制定的全国计算机网络，但该提案被苏联军方驳回。1962年，时任乌克兰苏维埃社会主义共和国科学院控制论研究院院长维克托·格卢什科夫提出了为以莫斯科为中心、约200个其他城市为次级中心，以及约20000个位于经济重要部门的终端的三级网络结构，命名其为OGAS。这些计算机可利用已有的电信设施进行实时通信，同时各终端间也可互相通信。格卢什科夫进一步构想利用该系统废除纸币，并在全苏联范围内推行电子支付。
然而，格卢什科夫在1970年10月1日提出的经费申请遭到拒绝，该计划未能付诸实践。随后，在苏共第二十四次代表大会上，OGAS本有希望得到批准，但最后大会仅是决定继续拓展地方性的信息管理系统。格卢什科夫随后开始热衷于推动基托夫的统一国家计算中心网络，但最后该计划也未能得到批准。在苏联的网络计划流产同时，美国的ARPANET却取得了成功。OGAS失败的原因通常被归结于苏联官僚机构的内耗。苏联中央统计局一直支持OGAS计划，但财政部却认定OGAS是对其的威胁。在EGSVT和OGAS失败后，尼古拉·费多连科后又在1964年提出用于制定经济计划的“社会主义经济运作优化系统”（俄语：Система оптимального функционирования социалистической экономики，缩写），这一计划在微观上取得了成功，但最终未能得到广泛使用。

## 史達林執政時期
第一個向最高蘇聯領導和科學界提出基於廣泛使用電子計算機管理蘇聯經濟、國家的必要性的人是阿納托利·基托夫。國內外著名科學史家、許多人注意到阿·伊·基托夫在他關於創建基於“統一國家計算中心網絡”（“EGSVT”）的國家自動控制系統的建議方面的開創性作用。所以，科學史研究所的僱員，I. 牛顿在麻省理工學院與維亞切斯拉夫·格羅維奇指出：“第一個在蘇聯建立一個全國性的多用途計算機網絡的提議，主要用於全國的經濟管理，直接來源於蘇聯武裝部隊的阿·伊·基托夫上校。”著名的計算機科學科學家和歷史學家B·N·馬利諾夫斯基在他的著名著作《由國防部創建和維護的計算機中心網絡》中也寫到了同樣的內容：“在1959年秋天，阿·伊·基托夫提出了一個想法，即在創建的全聯盟計算機中心網絡的基礎上，創建一個統一的自動化系統來管理該國的武裝部隊和國民經濟。並由國防部維護。由於美國計算機生產的滯後性很大，製造的計算機集中在強大的計算中心以及軍事人員清晰可靠的操作將使計算機的使用量急劇增加。”
1951-1952年，在基托夫主导下，社会上出现反对称控制论为资产阶级伪科学的思潮，后获得苏共中央思想部的许可。
最后，1955年，阿·伊·基托夫、S.L.索博列夫、A.A.李亚普诺夫署名的《控制论的主要特征》一文发表在《哲学问题》杂志（苏共中央主要思想刊物）第四期上。这是苏联第一篇关于控制论的正面文章，成为苏联控制论发展的重要理论里程碑，标志着苏联承认控制论作为一门科学的斗争取得了胜利。著名的控制论学家 M. G. Gaase-Rapoport 回忆道：
在军事研究所（苏联国防部NII-5）方法论研讨会的一次会议上，决定提出控制论的积极意义问题。三个同志应该在那里表述——阿·伊·基托夫、I. A. Poletaev 和我。阿·伊·基托夫带来了一篇相当长的关于控制论的文章。我们能够看到这篇文章。然后它被拿给A. A. Lyapunov看，后者在上面添加了几页，然后拿给S. L. Sobolev看，S. L. Sobolev也同意在上面签名。 结果就是1955年《哲学问题》第四期上署名索博列夫、基托夫和李雅普诺夫的著名文章《控制论的基本特征》。 事实上，这就是一切的开始。
在他的领导下，一号计算机中心内不断为专家和年轻员工组织额外培训； 阿纳托利·伊万诺维奇·基托夫亲自教授数字计算机编程的基础知识。
早在1956年初，基托夫在他的著作《電子數字機器》。- 國內第一本關於計算機和編程的書籍。古里·马尔丘克，1986-1991年。曾任蘇聯科學院院長的人說，基托夫的這本書“實際上在許多研究人員的頭腦中引起了一場革命”。B·N·馬利諾夫斯基指出，V.M.格魯什科夫正是從這本書中獲得了他的第一個計算機知識：機器”——第一本關於計算的書-教科書”，V.P.伊薩耶夫指出“阿·伊·基托夫的這本專著可以被認為是國內ICS的先驅”。

## 赫魯曉夫及其後OGAS的歷史
從赫魯曉夫的蘇共二十大祕密報告開始，苏共就开始考虑消除斯大林的個人崇拜並转向发展基于控制论用于资源分配的去中心化互联计算机化系统。这一致力于计划最优化的系统被认为是发展基于信息去中心化和创新的更高级的社会主义经济的基础。因物料平衡体系需与快速工业化相适应，发展这样的系统是符合逻辑的。但在70年代早期，苏联高层抛弃了这一打破现状的提案，他们害怕这样的系统会损害党对经济的领导力。随之官方对这样的系统也不再抱有兴趣。